# 5 złotych wzór 1958
5 złotych wzór 1958 – moneta pięciozłotowa, wprowadzona do obiegu 15 grudnia 1958 r. zarządzeniem z 1 grudnia 1958 r. (M.P. z 1958 r. nr 95, poz. 518), wycofana z dniem denominacji z 1 stycznia 1995 roku, rozporządzeniem prezesa Narodowego Banku Polskiego z dnia 18 listopada 1994 (M.P. z 1994 r. nr 61, poz. 541).
Pięciozłotówkę wzór 1958 bito do 1974 roku.

## Awers
W centralnym punkcie umieszczono godło – orła bez korony, poniżej rok bicia, po obu stronach orła znak projektanta awersu W. J. – Wojciecha Jastrzębowskiego, dookoła napis „POLSKA RZECZPOSPOLITA LUDOWA”, a od 1971 pod łapą orła dodano znak mennicy w Warszawie.

## Rewers
Na tej stronie monety znajduje się napis „5 ZŁ” oraz rybak ciągnący sieci, a z lewej strony monogram projektanta rewersu J. G – Józefa Gosławskiego.

## Nakład
Monetę bito w Mennicy Państwowej w aluminium PA-2, na krążku o średnicy 29 mm, masie 3,45 grama, z rantem ząbkowanym. Projektantami byli:
- Wojciech Jastrzębowski (awers) i
- Józef Gosławski (rewers).

Nakłady monety w poszczególnych latach przedstawiały się następująco:
| Lp. | Rocznik | Znak mennicy | Nakład (sztuk) | Uwagi                                              |
| --- | ------- | ------------ | -------------- | -------------------------------------------------- |
| 1   | 1958    | brak         | 1 328 000      | istnieją odmiany z wąską albo szeroką cyfrą 8 roku |
| 2   | 1959    | brak         | 56 810 733     |                                                    |
| 3   | 1960    | brak         | 16 300 881     |                                                    |
| 4   | 1971    | MW           | 1 000 000      | istnieją destrukty mennicze stempla odwróconego    |
| 5   | 1973    | MW           | 5 000 000      | istnieją destrukty mennicze stempla odwróconego    |
| 6   | 1974    | MW           | 46 000 000     | istnieją destrukty mennicze stempla odwróconego    |

## Opis
Pięciozłotówka została wprowadzona do obiegu w celu wycofania banknotu o tym samym nominale, będącego w obiegu od dnia reformy walutowej z 1950 r.
Moneta została zastąpiona pięciozłotówką wzór 1975, ze względu na zmianę parametrów monet obiegowych z pierwszej połowy lat 70. XX w.
W pierwszej połowie XXI w., ze względu na rysunek rewersu, moneta nazywana jest czasami wśród kolekcjonerów „5 złotych Rybak”.
W pierwszym dziesięcioleciu XXI w. Mennica Polska wprowadziła na rynek kolekcjonerski kilka replik monety 5 złotych wzór 1958 o różnych średnicach krążka i w różnych metalach.

## Wersje próbne
Istnieją wersje tej monety należące do serii próbnych w mosiądzu (rok 1959) i niklu (rok 1959) z wypukłym napisem „PRÓBA”, wybite w nakładzie 100 i 500 sztuk odpowiednio. Katalogi informują również o istnieniu wersji próbnej technologicznej w miedzioniklu z roku 1959 o nieznanym nakładzie.
W serii monet próbnych w niklu wybito z datą 1958, 1959 trzy alternatywne projekty pięciozłotówki, które nie weszły jednak do obiegu. Jeden z tych projektów (statek Waryński) był wybity w wersji próbnej niklowej również z data 1960.